# V516 Андромеды
V516 Андромеды (лат. V516 Andromedae) — одиночная переменная звезда в созвездии Андромеды на расстоянии приблизительно 5740 световых лет (около 1760 парсеков) от Солнца. Видимая звёздная величина звезды — от +12m до +11,65m.

## Характеристики
V516 Андромеды — жёлто-белая пульсирующая переменная звезда типа RR Лиры (RRC) спектрального класса F. Радиус — около 4,88 солнечных, светимость — около 57,474 солнечных. Эффективная температура — около 7196 K.